# 奧克夏特斯

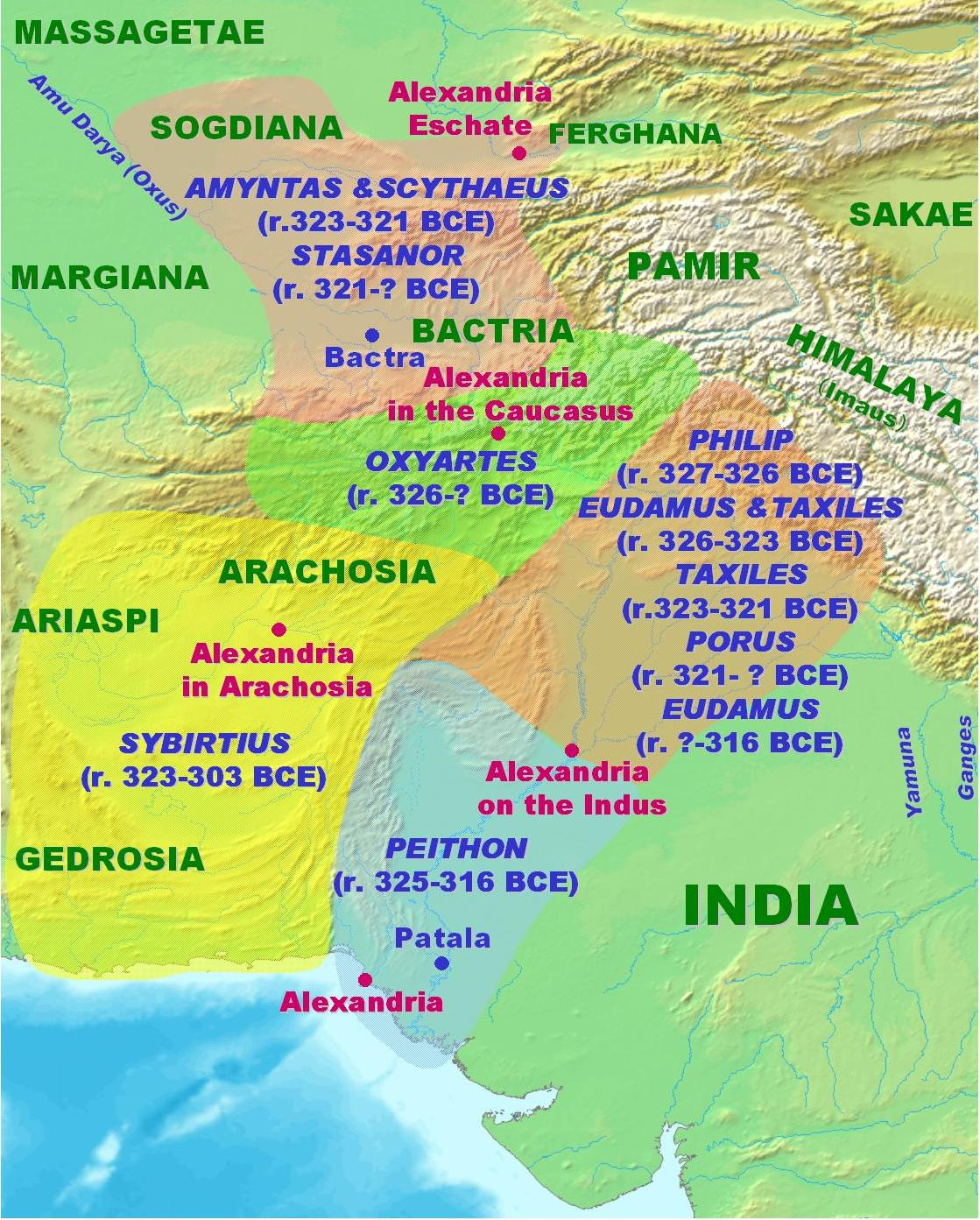
奧克夏特斯在亞歷山大大帝逝世後，一直擔任帕洛帕米薩達的總督。

奧克夏特斯 （波斯語: وخش‌ارد ），出身巴克特利亞，是亞歷山大大帝王后羅克珊娜的父親。
奧克夏特斯首度出現於史籍中是貝蘇斯手下的其中一個督辦，他當時伴隨貝蘇斯撤往粟特的路上，並橫渡阿姆河。在貝蘇斯死後，奧克夏特斯把他的妻子和女兒羅克珊娜安置在粟特岩山的要塞上以策安全，儘管他認為這個要塞堅不可摧，但亞歷山大終究攻克這座要塞，並俘虜奧克夏特斯的妻女。亞歷山大對奧克夏特斯的妻女以禮相待，甚至愛上了羅克珊娜。阿利安記載羅克珊娜相當地漂亮，儘管羅克珊娜已成俘虜，但亞歷山大仍願意把她娶過來。奧克夏特斯聽聞自己妻女已落到亞歷山大手中，甚至亞歷山大有意娶自己的女兒，隨即歸降亞歷山大。奧克夏特斯因此受到亞歷山大隆重對待，並舉辦盛大的宴席來慶祝婚禮。
之後，奧克夏特斯派往其他仍在抵抗亞歷山大的要塞去勸降，當亞歷山大準備要入侵印度時，奧克夏特斯被任命為帕洛帕米薩達的總督，他擔任這職務直到前323年亞歷山大大帝逝世。在第一次繼業者權力分配的巴比倫分封協議中，奧克夏特斯的總督地位再度受到確認，繼續擔任原職位，之後前321年的特里帕拉迪蘇斯分封協議中也是如此。奧克夏特斯在第二次繼業者之戰支持歐邁尼斯陣營，並派遣一支小部隊前去助戰。當歐邁尼斯敗亡後，奧克夏特斯似乎與安提柯締結和約，當時安提柯在帝國東方的霸權無人能及，很有可能奧克夏特斯當時從屬於安提柯。
奧克夏特斯很有可能在塞琉古一世東征印度前就逝世，因為之後塞琉古一世把帕洛帕米薩達地區割給孔雀王朝，卻沒有提到奧克夏特斯。

## 腳注
1. ↑  阿利安, 《亞歷山大遠征記》, iii. 28 （页面存档备份，存于）
2. ↑  阿利安, 《亞歷山大遠征記》, iv. 18-20 （页面存档备份，存于）; 魯夫斯, 《Historiae Alexandri Magni》, viii. 4 （页面存档备份，存于）; 斯特拉波, 《地理學》, xi. 11; 普魯塔克, 《希臘羅馬英豪列傳:亞歷山大》, 47
3. ↑  阿利安, 《亞歷山大遠征記》, iv. 21 （页面存档备份，存于）,魯夫斯, 《Historiae Alexandri Magni》, ix. 8 （页面存档备份，存于）;普魯塔克, 《希臘羅馬英豪列傳:亞歷山大》, 58
4. ↑  西西里的狄奧多羅斯, 《歷史叢書》,, xviii. 3, 39; 查士丁, 《Epitome of Pompeius Trogus》, xiii. 4 （页面存档备份，存于）; 弗提（Photios I of Constantinople）, 《Bibliotheca》, cod. 82 （页面存档备份，存于）, cod. 92 （页面存档备份，存于）
5. ↑  西西里的狄奧多羅斯, xix. 14, 48
6. ↑  斯特拉波, 《地理學》,  xv. 2